# Heinz Warnecke
Heinz Warnecke (* 1953) ist ein deutscher Betriebswirt, Historiker und Buchautor. Sein Forschungsschwerpunkt ist die alt-historische Geografie.

## Leben
Nach einer Fachhochschulreife und dem Studium der Betriebswirtschaft arbeitete Warnecke zunächst in einer Handelsfirma und einer Unternehmungsberatung, widmete sich aber bald historischen Fragen und promovierte 1987 zum Dr. phil.

## Die Rekonstruktion der Paulus-Reise
In seiner Dissertation legte Warnecke dar, dass der Apostel Paulus entgegen der damaligen Lehrmeinung nicht auf Malta, sondern auf der westgriechischen Insel Kefalonia gestrandet ist und überwintert hat.
Die Verortung auf Malta beruhe auf einer Fehlinterpretation des Inselnamens Melite. Warneckes Beweisführung fand auch außerhalb der Geschichtswissenschaften breite Beachtung und wurde schnell anerkannt, auch weil sie die Authentizität des Lukas-Berichts bestätigt.

## Studien zur Odyssee
2008 erschien Warneckes Buch Homers Wilder Westen, in dem er sich mit der geografischen Rekonstruktion der Irrfahrt des Odysseus befasste. Die Fiktionalität der Homerischen Odyssee stellt er dabei nicht in Frage, geht aber davon aus, dass Homer bei seiner Erzählung auf reale Orte Bezug nahm. Auch legt Warnecke in dem Buch dar, dass es sich beim Homerischen Ithaka, der Heimat des Odysseus, in Wahrheit um dessen wesentlich größere Nachbarinsel Kefalonia handelt – eine These, die auch andere Forscher schon vertreten hatten.

## Weitere Forschungsarbeiten
In weiteren Forschungsarbeiten befasste sich Warnecke mit dem Wrack von Mahdia. Auch hier wich Warnecke von der Lehrmeinung ab, sowohl was das Alter als auch die Route des Schiffes betrifft. Anders als bei früheren Arbeiten konnte er sich in diesem Fall in der Fachwelt bislang nicht durchsetzen.
In einem weiteren Projekt baute Warnecke eine drei Meter hohe, quasi-antike Marmorsäge mit acht Sägeblättern nach, um zu belegen, dass Steinmetzen in der Antike ihren Marmor nicht nur gehauen, sondern auch gesägt haben könnten.

## Sonstiges
Heinz Warnecke ist Ehrenbürger des Regierungsbezirks Kefalonia und Ithaka.